# 伊莉莎白·拉達
伊莉莎白·拉達（英語：Elizabeth Lada）是一名美國天文學家，她自稱的研究興趣包括「了解分子雲中年輕內嵌星團的起源、特性、演變和命運」。

## 生平
拉達於1983年獲得耶魯大學物理學學士學位，1990年獲得德克薩斯大學天文學博士學位。拉達現任佛羅里達大學天文學教授。

## 榮譽
1992年，美國天文學會授予她安妮·坎農天文學獎，以表彰她的工作。在馬里蘭大學工作期間，她也被評為哈伯研究員。1998年，她獲得美國青年科學家與工程師總統獎（PECASE）。1999年，她獲得美國國家科學基金會CAREER獎。
她於2023年被獲選為美國國家科學院院士，「以表彰她率先使用紅外線陣列探測器突破地基紅外線成像極限，勘測巨型分子雲中被遮蔽的年輕恆星群；在恆星形成的一系列廣泛問題上所做的變革性工作，包括約束巨型分子雲中的初始質量函數，以及首次對年輕星團中的周星盤的頻率和壽命進行可靠測量；以及作為許多理事會和委員會的成員為天文學界提供的廣泛服務。」